# Igone Etxebarria Zamalloa
Igone Etxebarria Zamalloa (Bilbao, Vizcaya, 22 de junio de 1962) es una filóloga y escritora vasca. Asimismo, es miembro de Euskaltzaindia. 

## Biografía
Estudio Filología Vasca en la Universidad de Deusto. Vive en Bedia y allí ha sido concejala de EAJ-PNV,y durante la legislatura 2023-2027, primera teniente de alcaldesa. Es directora de la Fundación Labayru,y responsable de la revista literaria Idatz&Mintz.
El 29 de marzo de 1996, Euskaltzaindia la nombró miembro correspondiente de la Academia de la Lengua Vasca.Trabaja en la Comisión Manual de Euskera Unificado desde 2017. Ha trabajado en el comité de Corpus lingüístico (1999-2021). También ha trabajado en el departamento de Pronunciación (1997-1999) y en el de Vigilancia (1997-1999).

## Obra
- Euskara eta euskalkiak (2008, Eusko Jaurlaritza).[6]
- Mendebaldeko euskal baladak: antologia (1995, Labayru ikastegia).[7]
- Basque Literary History (2013, University of Nevada).[8]
- Bedia. Bizimodua eta ohitura (2013, Labayru ikastegia), junto con Ainhoa Etxazara y Akaitze Kamiruaga.[9]

### Biografía
- Ebaristo Bustintza Lasuen "Kirikiño" (1992, Eusko Jaurlaritza)

### Traducciones
- Alcantara, Ricardo (1999, Giltza).[10]

#### Traducciones de literatura infantil y juvenil
- María Mercè Roca: Benetakoa bezala (Anaya, 1995)
- Isabel Córdova: Udako zooa (Edebé-Giltza, 1996)
- Jordi Sierra i Fabra: Etorkizunaren ispilua (Edebé-Giltza, 1996)
- Bruno Munari: Txano Gorri, Berde, Hori, Urdin eta Zuri (Anaya-Haritza, 1998)
- Ricardo Alcántara: Eguneroko erronda (Edebé-Giltza, 1999)

### Editora
- Goizean eta arratsean / Eusebio Erkiaga (2006).
- Arantzazuko balada eta kanta zaharrak (2003, Labayru ikastegia).[11]
- Idazlan guztiak / Sorne Unzueta "Utarsus" (1997)
- Txomin Agirre (1990, Labayru).[12]
- Ixterio-mixterio (1989, Labayru ikastegia).[13]